# Drums of Love
Drums of Love és una pel·lícula romàntica muda dirigida per D. W. Griffith el 1928.

## Argument
Després de descobrir que el seu pare i la seva propietat estan en perill, la Princesa Emanuella salva la seva vida amb el casament amb el Duc Cathos d'Alvia, un grotesc geperut. De fet, està enamorada de Leonardo, el germà del duc que és més jove i atractiu. Ja van tenir un afer abans del matrimoni; d'amagat, segueixen veient-se. Al final, Cathos descobreix la infidelitat i mata a Emanuella i a Leonardo.

## Repartiment
- Mary Philbin com a Princesa Emanuella
- Lionel Barrymore com a Duc Cathos d'Alvia
- Don Alvarado com a Comte Leonardo d'Alvia
- Tully Marshall com a Bopi
- William Austin com a Raymond de Boston
- Eugenie Besserer com a Duquesa d'Alvia
- Charles Hill Mailes com a Duc de Granada
- Rosemary Cooper com a La criada
- Joyce Coad com a La germana petita

## Producció
La pel·lícula fou una adaptació moderna de l'òpera Francesca da Rimini. Els enquadraments van ser adaptats de la Itàlia del segle xiv a l'Amèrica del Sud de segle xix. La pel·lícula va ser dirigida per D. W. Griffith, la carrera de la qual estava en declivi. Va voler imposar una final feliç, però aquesta idea va ser rebutjada.
La protagonista femenina fou Mary Philbin, que va arribar cedida per un altre estudi, Universal. El càmera Karl Struss esatava especialment impressionat amb l'actriu i va estar provant durant dues setmanes amb diferents perruques. Philbin, més tard, va descriure el treballar amb Griffith com un 'somni fet realitat'.

## Recepció
La pel·lícula va ser rebuda com una de les més fluixes de D. W. Griffith. Els crítics van acordar que Griffith no va saber com desenvolupar el tema i la trama de la pel·lícula de la manera que Tod Browning hagués pogut fer. Tant els crítics com l'audiència coincidien en que la el problema era principalment en el final.